# Безкислотний папір

Символ безкислотного паперу.

Безкислотний папір — папір (картон) з ганчіркової макулатури чи хімічних деревних волокон або їхніх сумішей, оброблених реактивами, що нейтралізують кислотність. Такий папір забезпечує збереженість документів чи художніх творів протягом тривалого періоду.

## Огляд
Дерево, яке використовується для створення паперу, містить лігнін, кислий склад, який змушує папір жовтіти і розвалюватися з плином часу, особливо при впливі щоденних елементів, таких як сонячне світло. З безкислотним папером лігнін був нейтралізований, тому кінцевий продукт витримує пожовтіння і витримує погіршення набагато краще, ніж звичайні паперові вироби. Значення водного екстракту такого паперу в одиницях pH становить 7,0 та більше.
Кислотна деревна маса стала звичним явищем наприкінці 19 століття, а у 1930-х роках Вільям Барроу (хімік та бібліотекар) опублікував звіт про погану збереженість кислотного паперу в бібліотеках. У США рішення про використання довговічного паперу і обовязкове його застосування документів федерального та урядового значення прийняли у вигляді закону.
Безкислотний папір використовують для обгортання документів, що окисляються, для надійного упаковування виставкових об’єктів з надзвичайно чутливою поверхнею та як прокладки для друкованих видань, акварелей, картин.